# Konrad (III.) Nemški
Konrad (III.) Nemški, nemški kralj, italijanski kralj (kot II.), vojvoda Spodnje Lotaringije, * 12. februar 1074, opatija Hersfeld, † 27. julij 1101, Firence.
Konradovo vladanje v Lotaringiji in Nemčiji je bilo zgolj nazivno. Oče, cesar Henrik IV., ga je dal že leta 1087 kronati za nemškega kralja. Večino časa je Konrad preživel v Italiji, kjer je zastopal očetove interese. Mladenič, ki je trinajstleten izgubil mater, je bil lahek plen političnih intrig. Leta 1093 so ga papeževi pristaši prepričali, da je prestopil na njihovo stran in se postavil proti očetu, izobčenemu od papeža. Kronali so ga za italijanskega kralja, potem pa so ga pustili na cedilu. Odkar mu je zbor nemških knezov v Mainzu leta 1098 odvzel naslov nemškega kralja, je bil brez vsakršnega vpliva in je zapuščen umrl v Firencah.

## Mladost
Konrad je bil drugi sin nemškega kralja Henrika IV. in Berte Savojske (njegov starejši brat je umrl v prvem mesecu življenja). Rojen je bil v opatiji Hersfeld v času, ko se je njegov oče boril proti upornikom na Saškem. Kralj Henrik IV. je po zmagi nad Sasi na zboru v Goslarju (na božični dan 1075) od prisotnih knezov zahteval, da so otroku prisegli  zvestobo in ga priznali za njegovega naslednika na prestolu. Dvoletnemu Konradu je oče, po smrti spodnjelotarinškega vojvode Gotfrida IV. Grbastega (22. februarja 1076), podelil vojvodo Spodnjo Lotaringijo in s tem ni upošteval želje pokojnika, da vojvodino dobi njegov nečak Gotffrid iz Boulogne.
Konrad je božič 1076 preživel s staršema v Besançonu. Januarja naslednje leto sta ga starša vzela s seboj na pot skozi zasnežene Alpe v Kanoso, ker v Nemčiji ni bilo nikogar, ki bi mu lahko sina zaupala.  Henrik se je iz Kanose vrnil v Nemčijo, Konrad pa je z materjo ostal v Italiji. Varstvo nad njim je bilo zaupano milanskemu nadškofu Tedaldu in piaceškemu škofu Denisu; oba sta bila nasprotnika papeža Gregorja VII., ki ju je izobčil in člana tamkajšnje cesarske stranke. Konrad je svojo prvo kraljevsko listino podpisal leta 1079. Bil je prisoten v vojaškem taboru, ko je oktobra 1080 vojska cesarjevih italijanskih pristašev blizu Mantove premagala najemniške čete Matilde Toskanske, podpornice papeške stranke.
Decembra 1080 so se, po besedah Bruna iz Merseburga, sestali saški plemiči, ki so v boju proti kralju Henriku IV. podpirali protikralja Rudolfa Rheinfedškega, »da bi razpravljali o statusu njihove kraljevine (Saške)«. Henrik je k njim poslal odposlance z vprašanjem, ali sprejmejo Konrada za saškega kralja, v zameno pa on sam nikdar ne bo stopil na Saško. V imenu Sasov je odgovoril Oton Northeimski, »da ne želijo niti sina niti očeta«, kajti on je pogosto videl, »da je slab vol zaplodil slabo tele«.
Leta 1081 je Henrik IV. z vojsko prišel v Italijo in si tam prizadeval poročiti sina s hčerko apulijskega vojvode Roberta Guiscarda. Robertu je ponujal tudi mejno grofijo Fermo. Vendar do poroke ni prišlo, ker je vojvoda odklonil, da bi se v imenu Apulije poklonil kralju. Henrik je ob odhodu iz Italije junija 1084, tedaj že cesar, ponovno pustil Konrada v Italiji, to pot v varstvu posvetnih knezov »da bi v njegovem imenu pazili na provinco«, kot poročajo Annales Brunwilarenses in Annales Patherbrunnenses.

## Nemški kralj
Leta 1087 je Konrad prišel na kronanje v Nemčijo. 30. maja ga je kölnski nadškof Sigewin v Aachnu kronal za kralja. Slavnosti so med drugimi prisostvovali, Albert iz Namurja, Godfrid iz Bouillona in saški vojvoda Magnus, tako poročajo Annales Weissenburgenses. Malo pred kronanjem je Henrik izdal listino, s katero je za vojvodo Spodnje Lotaringije imenoval Gotfrida iz Bouillona.
Že januarja 1088 se je Konrad spet vrnil v Italijo, skupaj s škofom Ogeriusom iz Ivreje, ki mu ga je oče določil za kanclerja in svetovalca. Kmalu po vrnitvi v Italijo je umrla Konradova mati. Njena smrt je bila verjetno usodna za kasnejši Konradov razhod z očetom.
Konrad je v Italiji svojo nalogo, upirati se najemniškim četam grofice Matilde Toskanske, kar dobro opravljal. Spomladi leta 1090 je prišel v Italijo z vojsko tudi oče. Naslednje leto najdemo Konrada ob očetovi strani kot »najbolj ljubljenega sina«. 19. decembra 1091 je umrla Konradova babica, mejna grofica Adelajda Turinška. Za svojega dediča je imenovala svojega desetletnega pravnuka Petra, sina pravkar umrlega (29. junija 1091) grofa Friderika iz Montbéliarda. A Henrik tudi te želje ni spoštoval in je za mejnega vojvodo imenoval Konrada.  V letu 1092 se je Konrad tako boril v turinški grofiji, da bi tam uveljavil cesarsko oblast.

## Upor očetu. Italijanski kralj
Postopoma so cesarjevi nasprotniki mladega Konrada prepričali, da je njegov boj proti papežu v resnici boj proti Bogu in da je on tisti, ki je poklican, da svetu in cerkvi vrne mir. Tako se je Konrad leta 1093 s podporo grofice Matilde, njenega soproga Welfa V. in papežu naklonjenih mest severne Italije (Cremona, Lodi, Milano in Piacenza) uprl očetu. Po poročanju Ekkeharda iz Aure naj bi ga k uporu spodbudil »eden od očetovih ministerialov, ki mu je tudi bilo ime Konrad«. Verjetno je bil to isti grof Konrad, ki ga je po poročanju Geoffreyja Malaterre mladi kralj poslal kot odposlanca k sicilskemu kralju Rogeriju II.. Ekkehard ima sicer o njem dobro mnenje in ga označuje kot  "katoličana, predanega apostolskemu sedežu .... precej pogumnega, ki pa se je raje ukvarjal z branjem kot s športnimi aktivnostmi". Ministerialu Konradu sta naklonjena tudi vira Annales sancti Disibodi in Casus monasterii Petrishusensis. Med ministerialu nenaklonjenimi viri pa sta Annales Augustani in anonimni biograf Henrika IV. v Vita Heinrici IV., ki ministeriala Konrada opisuje kot lutko v rokah Matilde Toskanske. Bernold iz St. Blasiena piše, da je bil Henrik po sinovem uporu tako potrt, da je mislil na samomor, a je to morda le parabola, ki kaže na samomor bibličnega kralja Savla.
Sredi marca je oče z zvijačo ujel sina, a je ta kmalu ušel in pozno v juliju so ga njegovi pristaši, Matilda in Welf V. izvolili za italijanskega kralja; v Milanu ga je kronal nadškof Anselm III. Po poročanju zgodovinarja Landulfa Mlajšega je bil Konrad kronan tudi v Monzi, kjer je prejel železno langobardsko krono. Kmalu po kronanju je nadškof Anselm umrl in mladi kralj je za njegovega naslednika (6. decembra 1093) umestil Arnulfa III., čeprav so mnogi škofje odklonili prisotnost na slavju, češ da gre za simonistično investituro. Prisotni papeški legat je Arnulfa nemudoma proglasil za odstavljenega.
V letu 1094 je bil Konrad na vrhuncu svoje moči; to je bil čas, ko je Henrik zaradi izobčenja in uspešne politike papeža Urbana II. izgubil velik del svojih podpornikov v Nemčiji in Italiji in je nemočen tičal v Veroni pri koroškem vojvodi in veronskem mejnem grofu Henriku III. ter oglejskem patriarhu Ulriku. V Veroni je bila s Henrikom tudi njegova druga žena Evpraksija oziroma Aldelajda, ki pa mu je ušla in se zatekla h grofici Matildi na grad Kanoso.

## Podreditev in obljube papežu Urbanu II.
Marca 1095 je Konrad prisostvoval koncilu v Piacenzi, ki je med drugim obravnaval tudi posvetne zadeve; z javno spovedjo Evpraksije naj bi koncil zadal cesarju poslednji udarec. Konrad je potrdil navedbe svoje mačeha, da je njegov oče član sekte krivovercev in da je sodeloval pri njihovih orgijah; to naj bi bil tudi vzrok, da se je obrnil proti očetu.
Konrad je kmalu po koncilu (10. aprila) papežu Urbanu II. v Cremoni prisegel zvestobo in kot konjar vodil njegovega konja, kar je bila simbolična gesta ponižnosti, ki jo je prvič izpeljal cesar Konstantin. Nekaj dni kasneje, ob njunem drugem srečanju v Cremoni, je Konrad papežu ponovno prisegel in mu obljubil »opustitev laične investiture«. Papež mu je v zameno obljubil »svoj nasvet in pomoč pri uveljavljanju kraljevske oblasti in pridobivanju cesarske krone«, verjetno z obljubo, da ga bo v bodoče, ko bo pridobil oblast nad kraljestvom, kronal za cesarja.
Istega leta sta papež in Matilda Toskanska organizirala Konradovo poroko z Maksimilijano (ali Matildo), hčerko sicilskega grofa Rogerja I. V varstvu troinskega škofa Roberta II. je princesa Maksimilijana z ladjevjem priplula v Piso in s seboj pripeljala doto »mnogih daril in zakladov«. Poroka je bila v Pisi.
Istega leta (1095) se je Matilda Toskanska razšla z Welfom V. Njegov oče Welf IV. je prestopil na stran cesarja, ta pa mu je naslednje leto vrnil vojvodino Bavarsko. Leta 1097 je umrl oče Welfa IV., milanski mejni grof Albert Azzo II., in trije njegovi sinovi so se sprli za bogato dediščino. Fulk in Hugo, polbrata Welfa IV., sta podpirala Konrada. Ob pomoči oglejskega patirarha Ulrika in koroškega vojvode Henrika je Welf IV. vdrl v Italijo in zavaroval svoje dedne zahteve. 

## Izguba podpore
Takoj po začetku škofovanja milanskega nadškofa Anselma IV. je Konrad izgubil podporo papeževih pristašev v Lombardiji. Nekoč je retorično vprašal Liutprada, enega od vodij papalistov: »Ker sta učitelj papalistov, kaj menit o škofih in duhovnikih, ki so pravice vladanja prejeli od kralja, a ne podpirajo kralja?«.
Maja 1098 je državni zbor v Mainzu formalno odstavil Konrada in postavil na položaj nemškega kralja njegovega mlajšega brata Henrika V. Oče Henrik IV. je v pismu iz leta 1106 priznal, da so izvolitvi Henrika V. mnogi nasprotovali in »da se je bal, da bo med bratoma izbruhnil državljanska vojna in da bo kraljestvo prizadela velika nesreča«.
Po vsem tem je Konrad komaj lahko še kaj vplival na politično dogajanje v Italiji. Ni nikakršnih zapisov, ki bi pričali, da je imel papež Urban II. in njegovi nasledniki kakršen koli stik z njim in da bi mu njegov tast, poleg hčerine dote, poslal kakršno koli pomoč. Osemindvajsetleten je Konrad 27. julija 1101 v Firencah nepričakovano umrl po hudi vročini. Poročali so tudi o zastrupitvi. Pokopali so ga v cerkvi sv. Reparta v Firencah; na njenem mestu stoji danes cerkev Santa Maria del Fiore. Menda so njegov pogreb spremljali čudeži. Po pričevanju Ekkeharda iz Aure, "se je na roki njegovega mrtvega telesa prikazal križ«, jasno znamenje, da je bil po duši križar.